# Arnulfo Becerra
Arnulfo Becerra (4 aprile 1962) è un ex calciatore venezuelano, di ruolo difensore.